# جائزة إيسبي
جائزة ESPY (باختصار جائزة التميز في الأداء الرياضي السنوية ) هي جائزة تقدمها حاليًا شبكة البث التلفزيوني الأمريكية ABC ، وسابقًا ESPN (اعتبارًا من جوائز ESPY لعام 2017 ، لا يزال الأخير يبثها في شكل إعادات) ، وتمنح لتقدير الإنجاز الرياضي الفردي والجماعي والأداء المتعلق بالرياضة خلال السنة التقويمية التي تسبق حفل سنوي معين. تم منح أول ESPYs في عام 1993. بسبب إعادة جدولة الحفل قبل نسخة عام 2002 ، كانت الجوائز المقدمة في عام 2002 مخصصة للإنجاز والعروض خلال الأشهر السبعة عشر الماضية. لتشبه في ذلك جرامي (للموسيقى) ، إيمي (للتلفزيون) ، جائزة الأوسكار (للفيلم) ، وتوني (للمسرح) ، يستضيف ESPYs أحد المشاهير المعاصرين؛ إلا إنها تقدم بشكل أقل رسمية وأكثر استرخاءً مقارنة بالعديد من عروض الجوائز الأخرى ، كما انها تتضمن عروضاً كوميدية عادةً.
منذ بداية العرض حتى عام 2004 ، تم اختيار الفائزين بجائزة ESPY فقط من خلال تصويت المعجبين. منذ عام 2004 ، الكتاب الرياضيين والمذيعين والمديرين الرياضيين والرياضيين ، الخبراء بشكل جماعي ؛ أو شخصيات ESPN تصوت أيضًا. بعد ذلك ، تم اختيار الفائزين بالجائزة حصريًا من خلال اقتراع عبر الإنترنت من المعجبين من بين المرشحين الذين تم اختيارهم من قبل لجنة الترشيح ESPY Select.

## دور خيري
جزء من عائدات بيع تذاكر الحدث ينتقل إلى مؤسسة V ، وهي مؤسسة خيرية أنشأها مدرب كرة السلة الجماعي والمعلق التلفزيوني جيم فالفانو لتعزيز أبحاث السرطان . أعلن فالفانو عن إنشاء المؤسسة الخيرية خلال قبوله جائزة Arthur Ashe Courage خلال حفل ESPY الافتتاحي الذي تم بثه في 3 مارس 1993 ، قبل خمسة وخمسين يومًا من وفاة Valvano من سرطان غدي منتشر.
تم تصميم تمثال جائزة ESPY وصنعه من قبل النحات لورانس نولان . 